# Valley County (Idaho)
Valley County is een county in de Amerikaanse staat Idaho.
De county heeft een landoppervlakte van 9.526 km² en telt 7.651 inwoners (volkstelling 2000). De hoofdplaats is Cascade.